# Висока школа за туризам и хотелијерство Требиње
Висока школа за туризам и хотелијерство Требиње” је јавна високошколска установа основана је одлуком Народне Скуштине Републике Српске 2007. године. Школа се налази на адреси Степе Степановића бб у Требињу.

## Историјат школе
Висока школа за туризам и хотелијерство, Требиње почела је да ради 2003. као Виша школа за туризам и хотелијерство, а 2007. прерасла је у Високу школу за туризам и хотелијерство. Болоњски
модел студирања уведен је 2007. године. Послије завршетка првог циклуса студија, студенти стичу академска звање дипломирани менаџер туризма или дипломирани менаџер хотелијерства. Године 2013. основан је и четворогодишњи студијски програм пословна економија туристичке привреде, по моделу 3 + 1, са излазним квалификацијским профилом дипломирани економиста туризма. На Вишој школи за туризам и хотелијерство дипломирала су 372 студента (менаџери туризма или менаџери хотелијерства), а на Високој школи до 2016. дипломирало је 217 студената (177 на трогодишњем и 40 на четворогодишњем студију). Установа је регистрована и за издавачку дјелатност. До 2017. издала је пет уџбеника и монографију.